# Jean-Jacques Le Veau
Jean-Jacques Le Veau est un dessinateur et graveur au burin français né à Rouen le 9 janvier 1729, qui vécut rue Saint-Jacques (face au collège du Plessis) à Paris où il est mort en avril 1786.

## Biographie

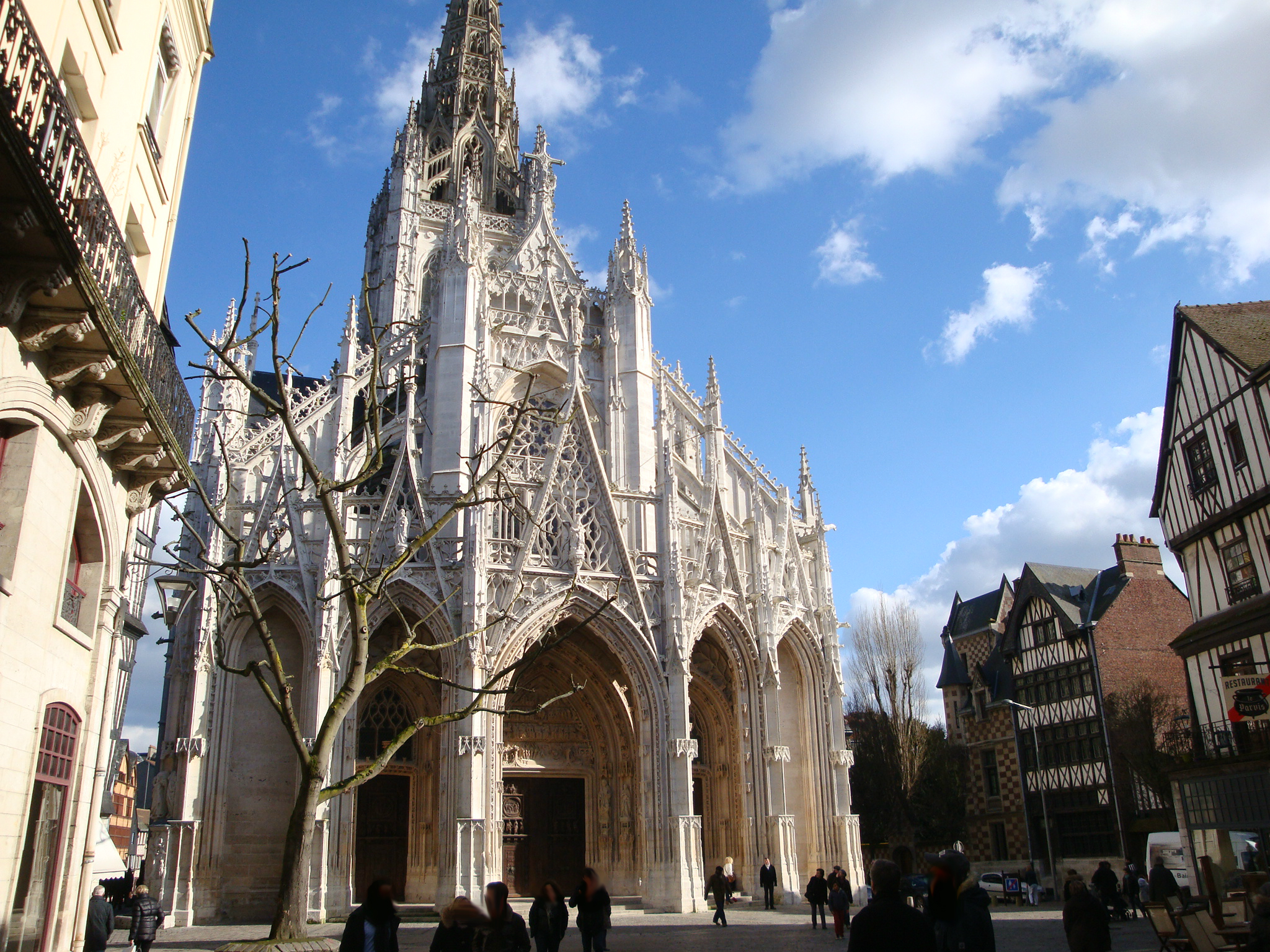
L'église Saint-Maclou où Jean-Jacques fut baptisé le 10 janvier 1729

### Enfant pauvre et «souffreteux»
Jean-Jacques André Le Veau naît rue Malpalu, voie donnant sur l'église Saint-Maclou de Rouen, du mariage de Jean-Jacques Le Veau, « pauvre cordonnier », et de Marie-Marthe Catelin. D'une venue au monde constituant « une charge onéreuse pour ses misérables père et mère », de surcroît d'une santé « affectée de maux cruels (une constitution débile et souffreteuse) », le tout jeune enfant voit ses soins confiés aux religieuses de la charité de l'hospice de la Madeleine (rue du Change, au sud de la Cathédrale de Rouen).

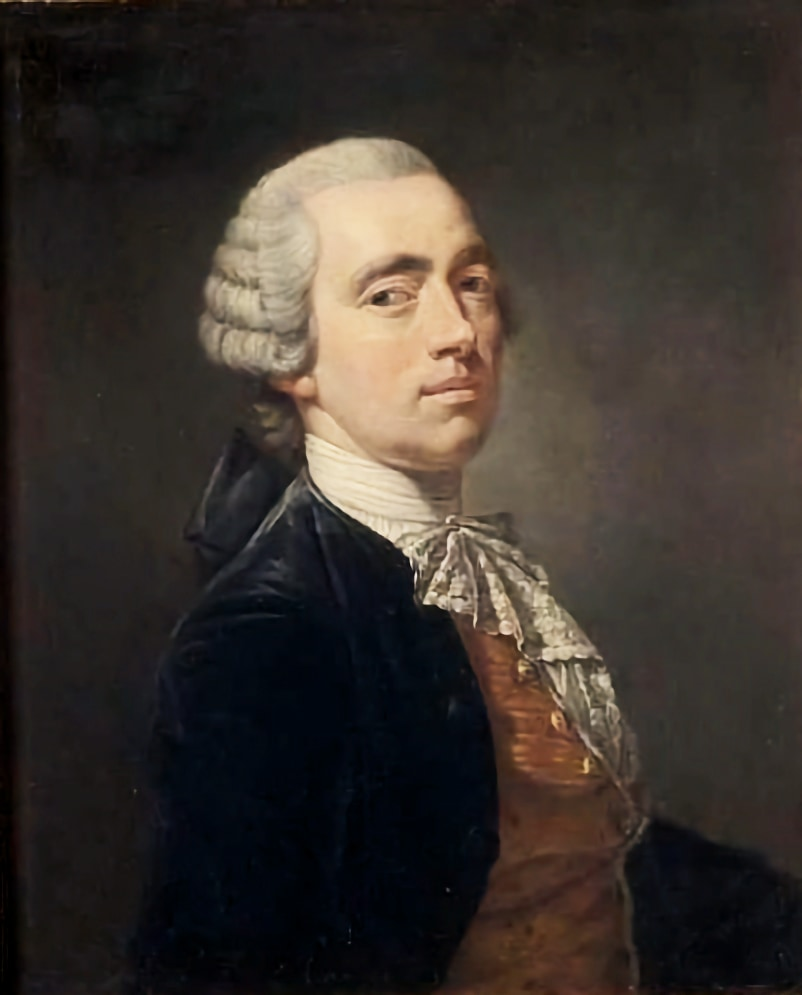
Jean-Baptiste Descamps, Autoportrait (Musée des beaux-arts de Rouen)

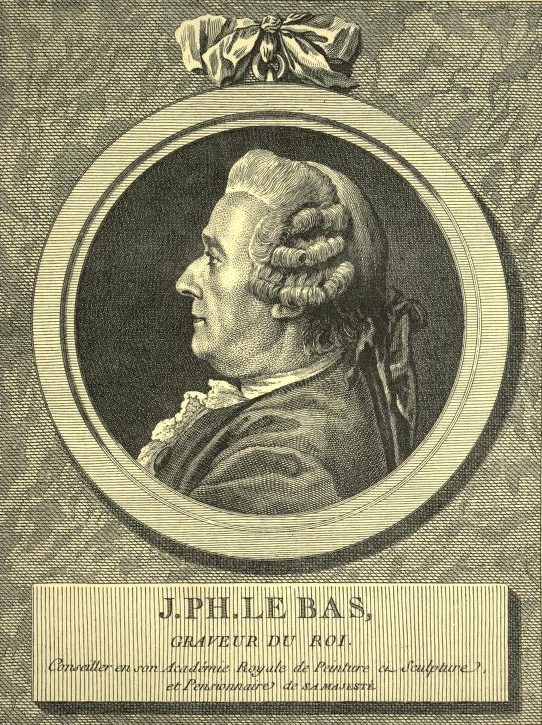
Louis-Jacques Cathelin, Jacques-Philippe Le Bas, d'après Charles-Nicolas Cochin

### Élève et précepteur à la fois
Les dispositions du jeune Jean-Jacques Le Veau pour le dessin se révélant très rapidement, en particulier à l'hospice de la Madeleine où son dessin à la plume reproduisant un tableau dédié à Sainte Marie-Madeleine est remarqué, il devient, après avoir été en 1744 apprenti en passementerie, vers 1746 l'élève de Jean-Baptiste Descamps à l'école de dessin gratuite de la ville de Rouen, puis est en 1748 placé par ce maître en apprentissage, plus artisanal qu'artistique, chez un graveur en argenterie du nom de Couvel de qui il apprend le travail du métal par le burin. En même temps, Jean-Jacques Le Veau obtient par les relations de Descamps d'être le précepteur en dessin, avec rémunération, de jeunes filles rouennaises de « bonnes familles » (les Rolland, les Blondel et surtout les Duhamel, Madame Duhamel, « qui aimait à faire le bien », le plaçant sous sa bienfaisante protection). Si la santé de Jean-Jacques est pourtant encore désastreuse (« dévoré d'écrouelles » diagnostique-t-on), le prélèvement d'esquilles de l'os et de la cuisse par le chirurgien rouennais Bonamy le conduit cependant, au terme d'une nouvelle convalescence à l'hospice de la Madeleine, à une définitive guérison. Il exécute alors, sous la direction de Descamps, ses premières gravures d'interprétation (des portraits d'après Gérard Edelinck, dont celui de Philippe de Champaigne). De cette époque, la Bibliothèque nationale de France conserve son Clair de lune gravé en 1748 ainsi que ses ex-libris pour Brunon et Jouvencel qui sont les plus anciens témoignages de sa vocation. L'école de dessin gratuite lui attribue un Prix de bon copiste en 1750.

### De Descamps à Le Bas
« Le réseau amical de Jean-Baptiste Descamps joue un rôle de premier plan, évoque Frédéric Morvan-Becker, et c'est dans les meilleurs ateliers parisiens et tout particulièrement celui de Jacques-Philippe Le Bas, qu'il envoie ses élèves les plus brillants ». L'amitié connivente entre Jacques-Philippe Le Bas - associé-correspondant de l'Académie des sciences, belles-lettres et arts de Rouen et dont l'atelier de la rue de la Harpe est en soi « la véritable académie et la grande pension de la gravure contemporaine » - et Jean-Baptiste Descamps est attestée tant par leur correspondance soutenue que par leur collaboration (la Visite au Havre de Louis XV et de Madame de Pompadour en 1749, le frontispice de la Vie des peintres flamands, allemands et hollandais en 1753, sont des interprétations par Le Bas des dessins de Descamps). Jean-Jacques Le Veau qui est bien, confirme Charles de Robillard de Beaurepaire, « l'un des élèves que Descamps s'appliquait à encourager en devinant leur talent et en n'épargnant rien pour les tirer de l'obscurité », quitte de la sorte Rouen pour Paris, soutenu en cela par un fort concours financier de sa reconnaissante élève Marie-Françoise Rolland (1729-1756) et de son mari Antoine Le Couteulx de Verclives (1722-1810), échevin et futur maire de Rouen, et va devenir « un des bon élèves de Jacques-Philippe Le Bas ».

### Chez Jacques-Philippe Le Bas
Si les quatre années de séjour de Jean-Jacques Le Veau chez Jacques-Philippe Le Bas - « le maître fournissait du travail à l'année en même temps que logement et nourriture » et notre artiste y retrouve d'autres Rouennais comme Noël Le Mire et Jacques Bacheley - ne sont pas datées avec précision, Jules Hédou est crédible en les situant entre 1750 et 1754.
Si François-Charles Joullain, ami et premier biographe de Jacques-Philippe Le Bas, s'enchante de voir en l'atelier de ce dernier une autre « école gratuite », Frédéric Morvan-Becker évoque pour sa part une véritable entreprise à vocation industrieuse, organisée pour constituer et rassembler un fonds de planches « au service de commanditaires aussi divers que les libraires, les savants, les médecins, les architectes et les ingénieurs » et à vocations tant décoratives que pédagogiques. Si Edmond et Jules de Goncourt restituent un « joyeux atelier sous ce joyeux maître rond, bonhomme et narquois, une bonne école et une bonne famille où les élèves étaient comme les fils adoptifs de la maison ouvrière, où le patron ne s'épargnait pas à l'ouvrage et demandait que chacun piochât le cuivre comme lui et où, le travail fini, l'hiver, une estrade s'improvisant pour les violons, on dansait dans l'atelier démeublé », il ne s'y trouve pas moins une manufacture où la division du travail est rigoureusement organisée et où les œuvres, signées Le Bas direxit, occultent les noms de leurs vrais auteurs (au soir de sa vie, Jean-Jacques Le Veau revendiquera sa paternité sur des estampes ainsi signées) , assimilés ainsi par le maître à des techniciens exécutants de l'image plutôt qu'à des créateurs en devenir.
Au terme de ces quatre années, attestant ainsi qu'il voit en Jean-Jacques Le Veau « un de ses bons élèves », Jacques-Philippe Le Bas lui propose, à l'instar de Noël Le Mire avant lui, la somme très confortable de 600 livres par an pour prolonger indéfiniment son séjour rue de la Harpe. Notre artiste y souscrit pour une durée qui n'est pas précisément connue, jusqu'à un retour temporaire à Rouen qui, selon Jules Hédou, marque authentiquement le début de sa carrière artistique personnelle, avec la réalisation de quatre gravures d'interprétation que pour la première fois il signe de son nom, Vue du Fort Lillo sur l'Escaut et Vue du canal d'Ypres à Furnes d'après Aernout van der Neer, Port de Flessingue et L'Arrivée à Flessingue d'après Bonventura Peeters.

### J.-J. Le Veau sculpsit

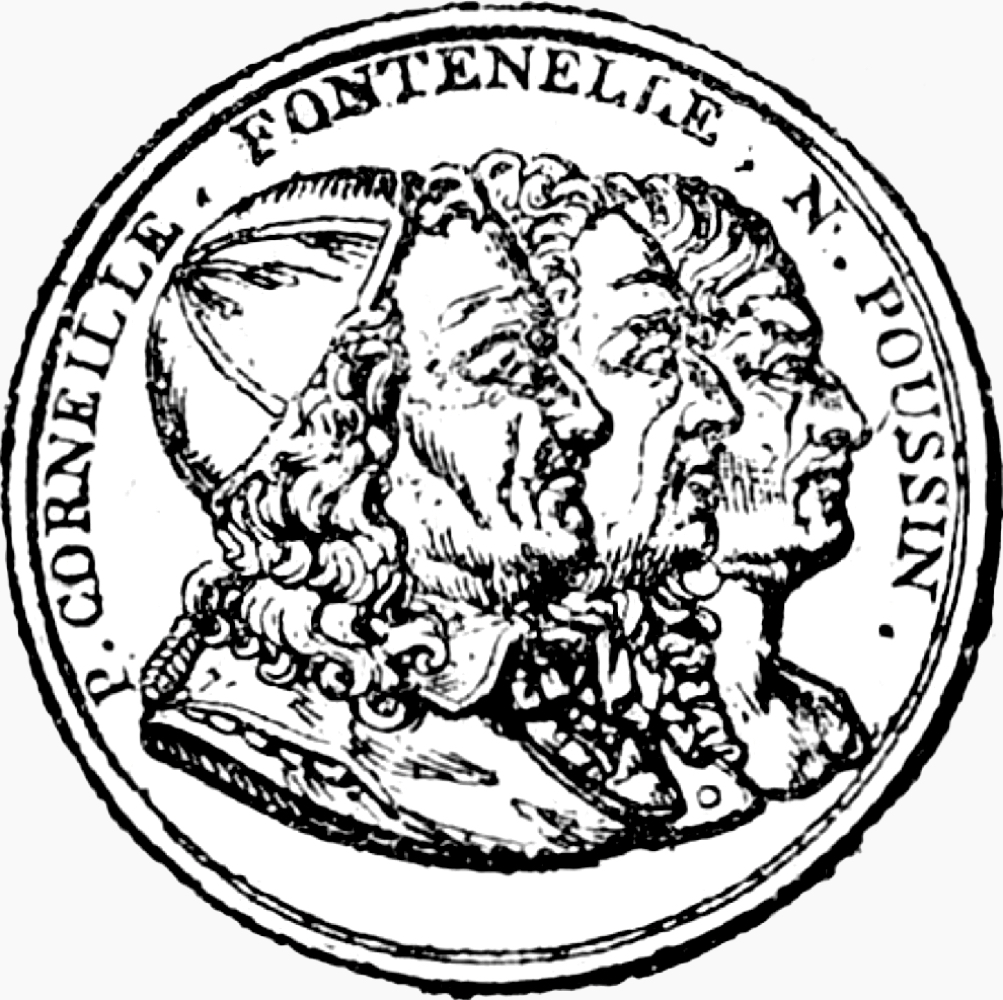
Sceau de l'Académie des sciences, belles-lettres et arts de Rouen.

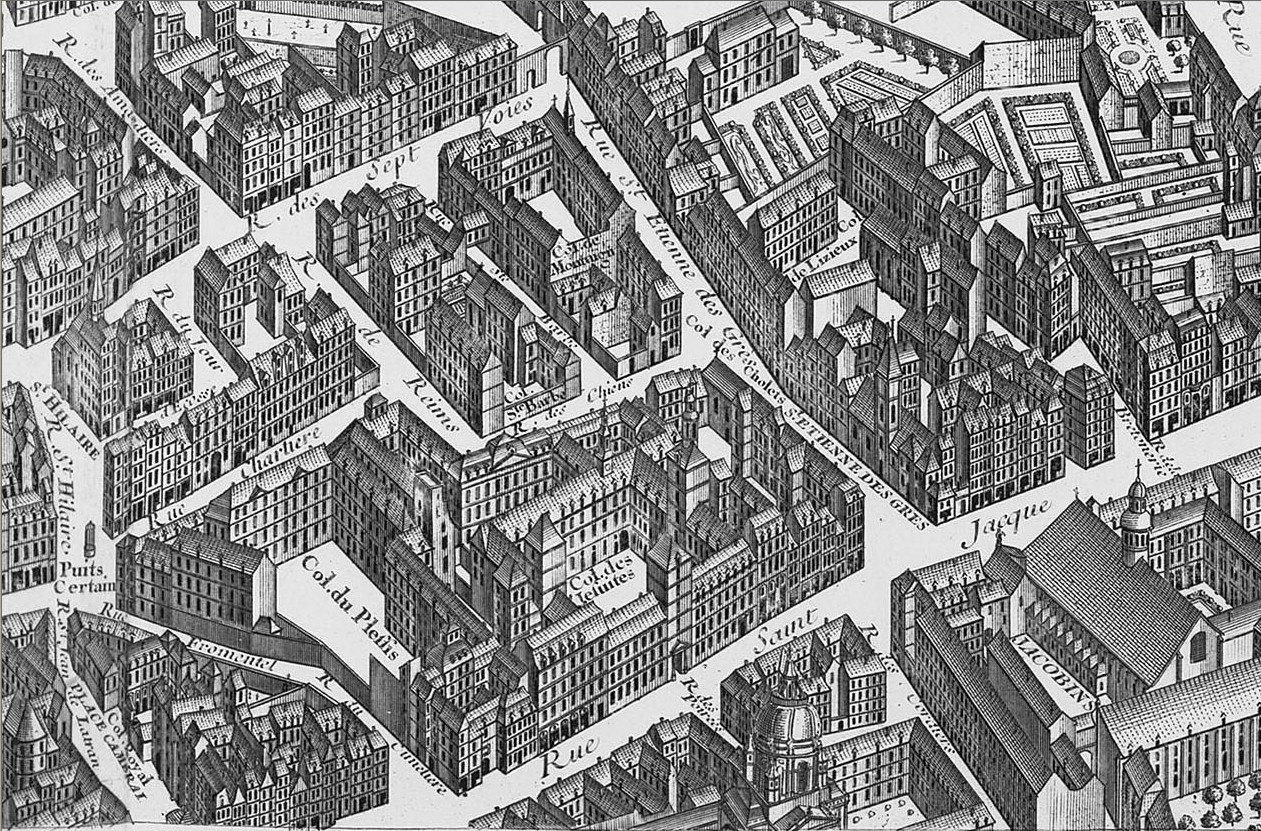
Plan de Turgot, La rue Saint-Jacques à hauteur du collège du Plessis

De retour à Paris où il s'installe rue Saint-Jacques, face au collège du Plessis (ayant de la sorte pour proches voisins un maître, Laurent Cars, et un ami rouennais, Noël Le Mire, son ancien condisciple de la rue de la Harpe), Jean-Jacques Le Veau procède au tirage et à la vente des quatre estampes issues de ses premières planches rouennaises. L'assistance apportée à Le Mire dans la préparation des planches de celui-ci pour les Métamorphoses d'Ovide (Roger Portalis et Henri Béraldi citent dans les Métamorphoses la vignette du Printemps, qui est de Le Veau, comme étant « un chef-d'œuvre »), la pré-gravure de paysages que Le Mire anime de scènes de genre avant de les signer (Plus tard, là aussi, Le Veau revendiquera comme entièrement sienne une Vue du reste d'un temple de Vénus dans l'île de Nisida revêtue en 1761 du seul nom de Le Mire), apportent à notre artiste l'aisance financière lui permettant de conforter l'espace où il vit et où il va à son tour enseigner la gravure. De son mariage vers 1765 avec Marie-Geneviève Deny, sœur de ses élèves Martial et Jeanne Deny, naissent trois enfants : le 30 décembre 1766 Victoire, la fille aînée qui sera également graveur, le 10 avril 1768 Alexandre, enfin une fille évoquée par Jean-Baptiste Haillet de Couronne et dont nous ne savons rien.  
Jean-Jacques Le Veau est reçu à l'Académie des sciences, belles-lettres et arts de Rouen en 1775.
Travailleur acharné de jour comme de nuit, c'est à l'âge de 57 ans que Jean-Jacques Le Veau s'éteint, « épuisé de fatigue ». Dans l'importante correspondance de son ami Charles-Nicolas Cochin, on trouve cette lettre adressée le 6 mai 1786 à Jean-Baptiste Descamps : « Vous savez que le pauvre Le Veau est mort et laisse une femme dans l'embarras et peut-être chargée d'enfants ».
Tout porte à croire que Jean-Jacques Le Veau a été inhumé aux charniers de sa paroisse, en l'église Saint-Benoît-le-Bétourné dont, à la démolition de celle-ci en 1831, les ossements ont été transférés aux catacombes.

## Œuvres

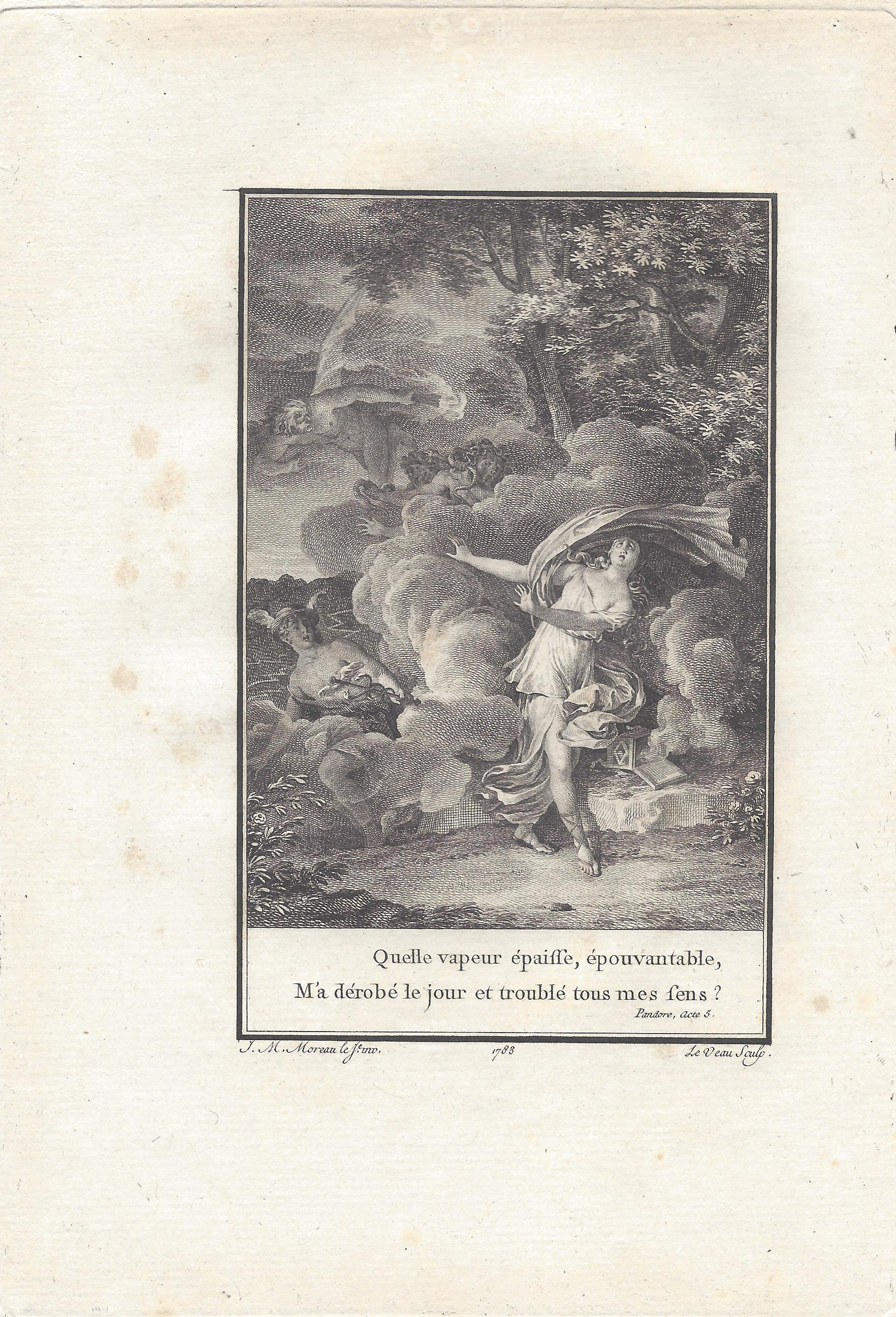
Jean-Jacques Le Veau, Pandore (Œuvres de Voltaire) d'après Jean-Michel Moreau, 1783.

### Contributions bibliophiliques (ordre chronologique)
- Jean-François Marmontel, Contes moraux, gravures de Charles-Nicolas Cochin, Joseph de Longueil, Augustin de Saint-Aubin, Jean-François Rousseau, 1754.
- Ovide, Métamorphoses, traduction de l'abbé Banier, 4 volumes, Panckoucke, 1767.
- Pierre-Augustin Caron de Beaumarchais, Eugénie, drame en 5 actes, 1767.
- Antoine Baumé, Chimie expérimentale et raisonnée, 3 volumes, frontispices Allégorie de la Science et Allégorie de la Chimie gravés par Jean-Jacques Le Veau d'après Jean-Michel Moreau, chez P. Théophile Barrois, rue du Hurepoix à Paris, 1773.
- Molière, Œuvres de Molière, avec des remarques grammaticales, des avertissements et des observations sur chaque pièce, 6 volumes, Éditions Antoine Bret, Compagnie des libraires associés, Paris, 1773.
- Jean-François Marmontel, Les Incas ou la destruction de l'Empire du Pérou, Lacombe, 1777.
- Jean-Jacques Rousseau, Collection complète des œuvres de J. J. Rousseau, citoyen de Genève, Société typographique de Genève, puis Barbe et Barbier, 1782-1789.
- Voltaire, Édition des œuvres de M. de Voltaire, 70 volumes, Kehl, 1784.
- Jean de La Fontaine, Contes et nouvelles en vers, gravures d'après Charles Eisen de Jacques Aliamet, Jean-Charles Baquoy, Pierre-Philippe Choffard, Jean-Baptiste Delafosse, Jean-Jacques Flipart, Noël Le Mire, Louis-Simon Lempereur, Jean-Jacques Le Veau, Joseph de Longueil, Plassan et Jean-Jacques Chevallier éditeurs, 1792.

### Artistes interprétés (ordre alphabétique)

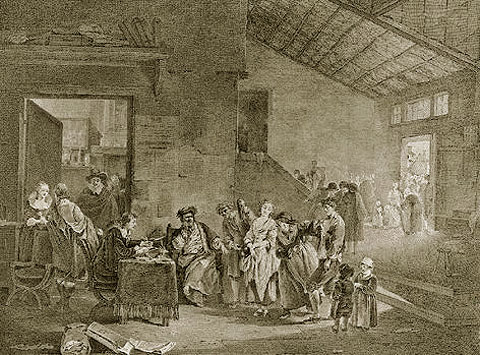
Jean-Jacques Le Veau, Le Juge ou la cruche cassée, d'après Philibert-Louis Debucourt.

- Étienne Aubry, La Bergère des Alpes.
- Henri Baudoin, La Rencontre dangereuse[12].
- Augustin-Louis Belle.
- Nicolaes Berchem.
- Marc Antoine Bilcocq, La Consultation appréhendée.
- François Boucher, Jupiter enfantant Bacchus.
- Jean-François Clermont, L'École de l'amour[12], Le Baiser pris par force.
- Charles-Nicolas Cochin, La Rhétorique, La Géométrie, L'Amitié (1775), La Chasteté (1775), La Concorde (1775), La Clémence (1775).
- Philibert-Louis Debucourt, Le Juge ou la cruche cassée.
- Pierre-Antoine Demachy, La Fontaine d'Arcadie.
- Christian Wilhelm Ernst Dietrich.
- Charles Eisen, Mercure tombant amoureux d'Hersé ; Byblis, obligeant son frère à la fuite, est métamorphosée en fontaine ; Actéon dévoré en cerf et dévoré par ses chiens ; Vénus transformant les Cerastes en taureaux ; Minerve change Arachné en araignée ; Minerve visitant les muses sur l'Hélicon (Métamorphoses d'Ovide, 1767).
- Hubert-François Gravelot, Fortune ; Frontispice des Épîtres, Apollon tue le serpent Python ; Deucalion et Pyrrha repeuplant la terre selon l'oracle de Thémis[13] (Métamorphoses d'Ovide, 1767) ; Henri IV reconnu par Michau et sa famille.
- Nicolas Jacques Juliard.
- Georg Melchior Kraus, La gaieté sans embarras[12]
- Charles François Lacroix de Marseille, Approche d'un port fortifié[14] ; Vue de Naples du côté du Château Neuf ; La cascade de Tivoli.
- Jean-Jacques Le Barbier, Femmes garnissant de fleurs une statue de Vénus, Homme sauvant une statue d'Athéna d'un temple en flammes.
- Pierre-Charles Le Mettay.
- Jean-Baptiste Le Prince, Le Corps de garde, Vue des environs de Lagny.
- Philippe-Jacques de Loutherbourg, L'amant curieux[12], L'agneau chéri, 1771.
- Jean-Michel Moreau, L'Enlèvement de Déjanire par le centaure Nessos ; Melpomène présentant à Marie-Antoinette les œuvres de Metastasio[15] ; Pandore (pour les Œuvres de Voltaire).
- Aernout van der Neer, Vue entre La Haye et Rotterdam, gravure signée J.-Ph. Le Bas direxit et revendiquée par Jean-Jacques Le Veau comme étant de lui[1] ; Vue du Fort Lillo sur l'Escaut et Vue du canal d'Ypres à Furnes.
- Bonaventura Peeters, Port de Flessingue, L'arrivée à Flessingue.
- Salomon van Ruysdael.
- Jean-Baptiste Sarrazin, Moulin sur la rivière d'Étampes, Vue de Quillebeuf, Vue des environs de Rouen.
- Abraham Storck, Une tempête, cinquième vue d'Italie, gravure signée J.-Ph Le Bas direxit et revendiquée par Jean-Jacques Le Veau comme étant de lui[1].
- Claude Joseph Vernet, Le Port de mer ; La Cuisine ambulante des matelots[12] ; Vue proche du Montferrat (suite Œuvres de Joseph Vernet représentant les différents ports de mers en France et en Italie)[16].
- Michiel Versteeg.
- Franz Edmund Weirotter (de), Château en ruines sur les bords de La Loire[12].

## Élèves
- Martial Deny (1745-?)[17].
- Jeanne Deny (1749-?)[17].
- Victoire Le Veau (1766-?)[7].

## Musées et collections publiques

### France
- Musée Jean-de-La-Fontaine, Château-Thierry, Contes et nouvelles en vers de Jean de La Fontaine[18].
- Musée Gatien-Bonnet, Lagny-sur-Marne.
- Médiathèque Émile-Zola, Montpellier, Métamorphoses d'Ovide, 1767.
- Musée des beaux-arts d'Orléans, gravures d'après Jean-Jacques Le Barbier[18].
- École nationale supérieure des beaux-arts, Paris, L'Approche d'un port fortifié, d'après Charles-François Lacroix de Marseille[14].
- Bibliothèque nationale de France, Paris.
- Musée Carnavalet, Paris, Melpomène présentant à Marie-Antoinette les œuvres de Metastasio, d'après Jean-Michel Moreau[15].
- Bibliothèque municipale de Versailles, Le Decameron de Boccace, 1757 ; Œuvres de Molière, 1773 ; suite de dessins.

### Autriche
- Bibliothèque nationale autrichienne, Vienne, Vue de Naples du côté du pont Neuf, d'après Charles François Lacroix de Marseille.

### Italie
- Biblioteca nazionale Vittorio Emanuele III, Naples, Contes moraux de Jean-François Marmontel, 1754.
- Académie des Lyncéens, Rome[12].

### Pays-Bas
- Rijksmuseum, Amsterdam, Le Juge ou la cruche cassée, d'après Philibert-Louis Debucourt.

### Pologne
- Palais du Musée des bains royaux de Varsovie, Deucalion et Pyrrha repeuplant la terre suivant l'oracle de Thémis, d'après Hubert-François Gravelot[13].

### Suisse
- Bibliothèque de Genève, Collection complète des œuvres de J. J. Rousseau, citoyen de Genève.

### Canada
- Musée des beaux-arts du Canada, Ottawa, Frontispice, gravure, 1783.

### États-Unis
- Art Institute of Chicago, Le Port de mer, d'après Claude Joseph Vernet.
- Metropolitan Museum of Art, New York[16].
- San Francisco De Young Museum, La Consultation appréhendée, d'après Marie-Marc-Antoine Bilcocq[19].
- National Gallery of Art, Washington[20].

## Collections privées
- Hippolyte Destailleur.
- Gilbert Paignon-Dijonval